# Epoch Co.

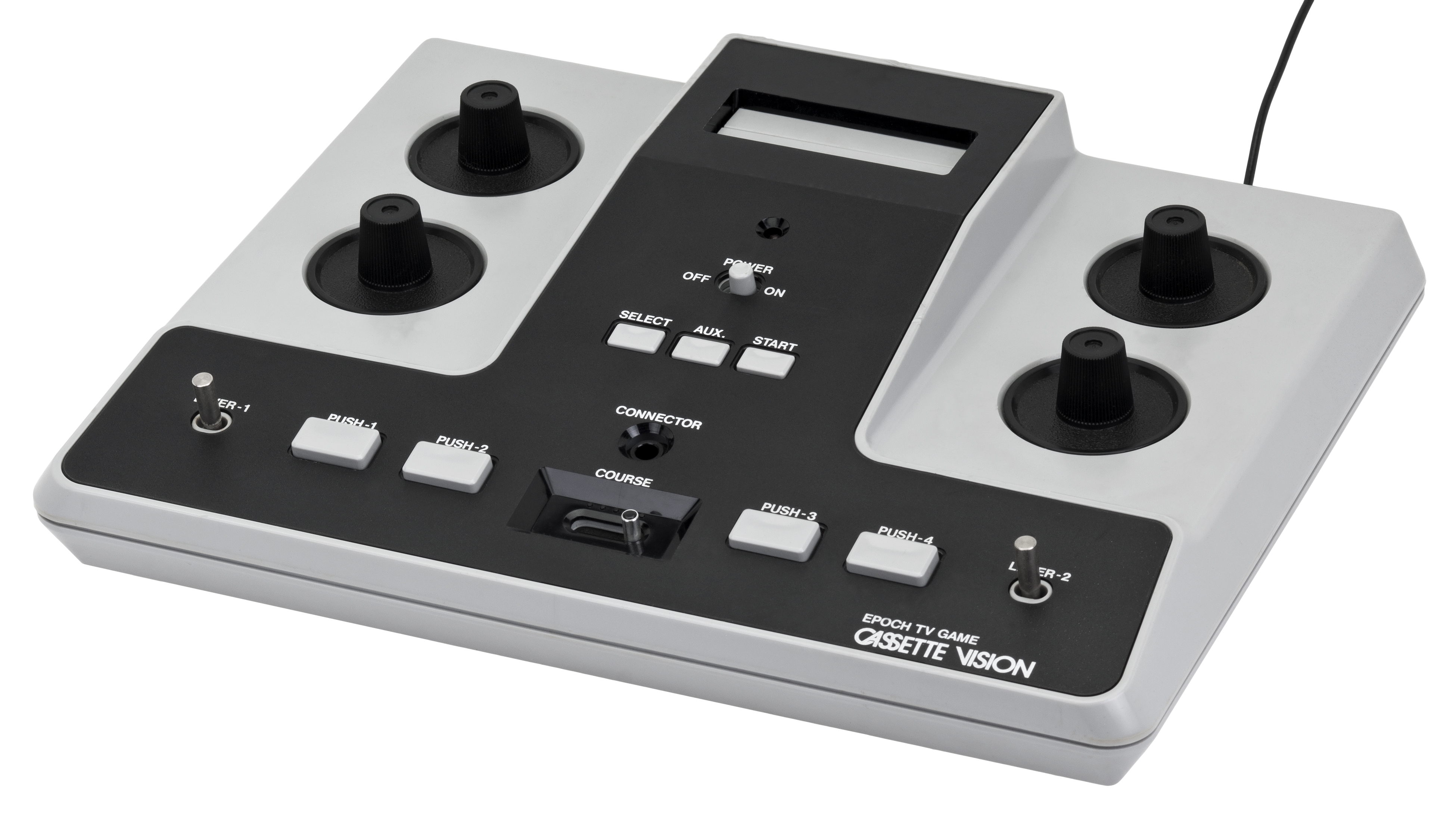
La consola de videojuegos Epoch Cassette Vision

Epoch Co., Ltd. es una empresa japonesa de videojuegos de computadoras y juguetes fundada en 1958, que es conocida por la fabricación de videojuegos Barcode Battler y Doraemon , y la serie de juguetes Sylvanian Families .  Su actual Representante Presidente es Michihiro Maeda . 
También hicieron el primer sistema de videojuegos de consola programable exitoso de Japón, Epoch Cassette Vision , en 1981. 

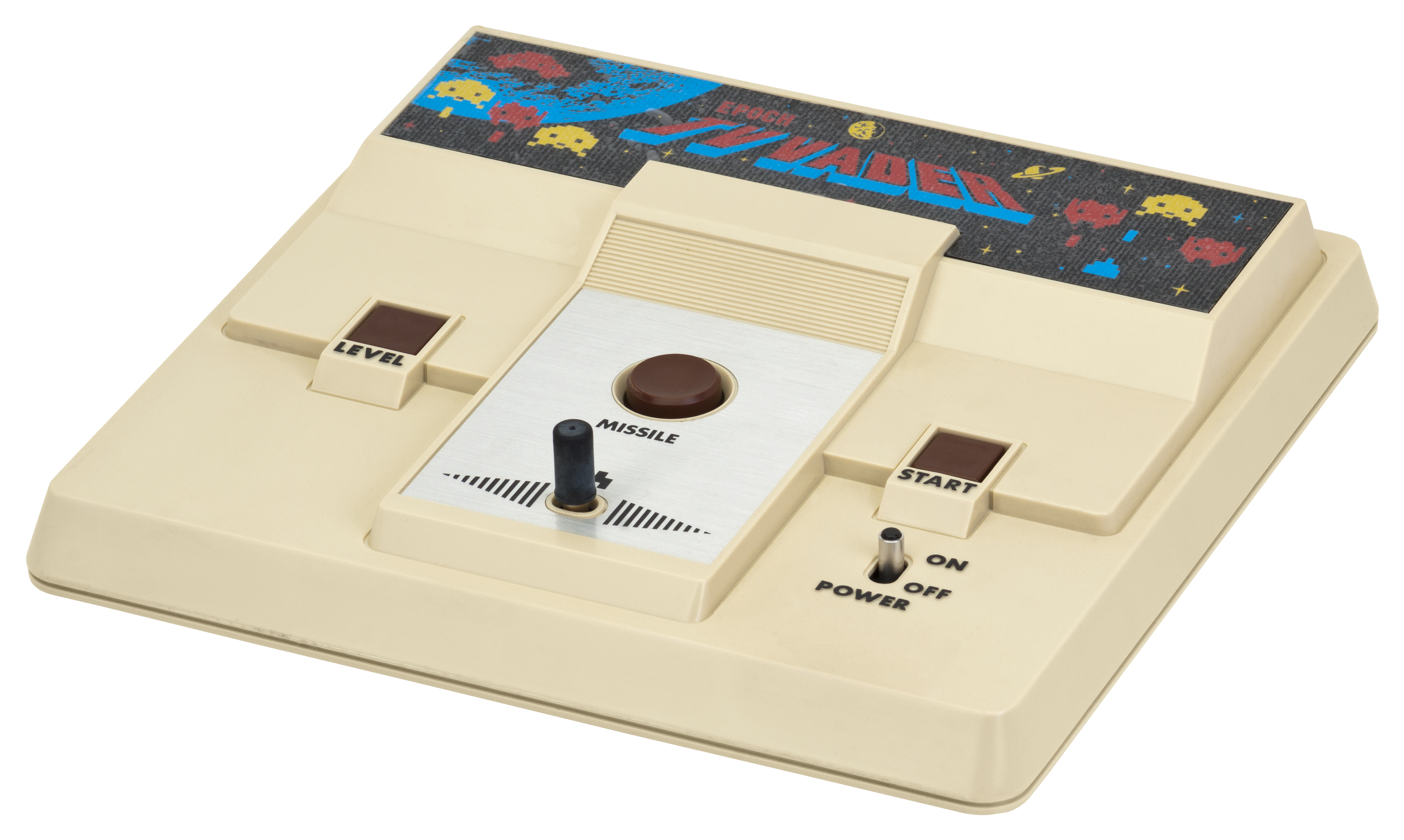
The Epoch TV Vader, una consola de juegos para el hogar dedicada que jugó un clon de Space Invaders.

Fundada en mayo de 1958 por Maeda Taketora y otras tres personas en Tokio con ¥1 millón, Maeda Taketora es nombrada presidenta; once meses después, aumentó su capital a ¥ 2.5 millones.  Época en la que participó en la primera feria internacional japonesa de juguetes en 1962.  luego se trasladó a su sede a su ubicación actual en Tokio en 1963.  Después de 20 años de su fundación en 1978, Epoch aumentó a 200 millones de yenes, 200 veces el costo  original.  En la década de 1980 tuvo brevemente una oficina de los Estados Unidos en Englewood , Nueva Jersey , que vendía versiones importadas en inglés de sus productos.  En septiembre de 2001 fundó una sucursal internacional.  Es más famoso por sus producciones de videojuegos y juguetes de Doraemon y Sylvanian Families . 

### LCD handheld electronic games
Epoch creó algunos juegos electrónicos con pantalla LCD en colaboración con ITMC, Tomy y otras compañías.

## Juegos de computadora producidos

### Juegos de doraemon
- Doraemon: Giga Zombie no Gyakushuu
- Doraemon
- Doraemon 2
- Doraemon 3
- Doraemon 4
- Doraemon: Nobita to Fukkatsu no Hoshi
- Doraemon 2: SOS! Otogi no Kuni
- Doraemon
- Doraemon Kart
- Doraemon no GameBoy de Asobou yo DX10
- Doraemon 2
- Doraemon Kart 2
- Doraemon: Nobita to Fukkatsu no Hoshi (Saturn)
- Doraemon: Aruke Aruke Labyrinth
- Doraemon Memories: Nobita no Omoide Daibouken
- Doraemon: Nobita to 3ttsu no Seirei Ishi (N64)
- Doraemon 2: Nobita to Hikari no Shinden (N64)
- Doraemon 3: Nobita no Machi SOS! (N64)
- Doraemon 3: Makai no Dungeon
- Doraemon no Study Boy: Kuku Game
- Doraemon no Study Boy: Gakushuu Kanji Game
- Doraemon Kimi to Pet no Monogatari
- Doraemon Board Game
- Doraemon no Quiz Boy 2
- Doraemon no Study Boy: Kanji Yomikaki Master

- Sylvanian Families: Otogi no Kuni no Pendant (シルバニアファミリー おとぎの国のペンダント Shirubania famirī: Otogi no kuni no pendanto?, lit. Sylvanian Families: The Fairyland Pendant) (Game Boy Color)
- Sylvanian Melodies ~Mori no Nakama to Odori Masho!~ (シルバニアメロディー ～森のなかまと踊りましょ!～ Shirubania merodī ~Mori no naka ma to odorimasho!~?, lit. Sylvanian Melodies ~Let's Dance with the Forest Friends!~) (Game Boy Color)
- Sylvanian Families 2: Irozuku Mori no Fantasy (シルバニアファミリー2 色づく森のファンタジー Shirubania famirī tsu: Irodzuku mori no fantajī?, lit.Sylvanian Families 2: Rainbow Forest Fantasy) (Game Boy Color)
- Sylvanian Families 3: Hoshifuru Yoru no Sunadokei (シルバニアファミリー3 星ふる夜のすなどけい Shirubania famirī suri: Hoshifuru yoru no sunadokei?, lit. Sylvanian Families 3: Hourglass of the Wishing Stars) (Game Boy Color)
- Sylvanian Families 4: Meguru Kisetsu no Tapestry (シルバニアファミリー4 めぐる季節のタペストリー Shirubania famirī fo: Meguru kisetsu no tapesutorī?, lit. Sylvanian Families 4: Tapestry of the Four Seasons) (Game Boy Advance)
- Sylvanian Families: Yosei no Stick to Fushigi no Ki Maron Inu no Onnanoko (シルバニアファミリー 妖精のステッキとふしぎの木 マロン犬の女の子 Shirubania famirī: Yōsei no sutekki to fushigi no ki maron inu no on'nanoko?, lit. Sylvanian Families: The Fairy's Wands and the Mystery Tree Esme Huckleberry) (Game Boy Advance)
- Sylvanian Families: Fashion Designer ni Naritai! Kurumi Risu no Onnanoko (シルバニアファミリー ファッションデザイナーになりたい! くるみリスの女の子 Shirubania famirī: fasshondezainā ni naritai! Kurumi risu no on'nanoko?, lit. Sylvanian Families: I wanna be a Fashion Designer! Saffron Walnut) (Game Boy Advance)

### Juegos con licencia
- Chibi Maruko-chan: Harikiri 365-Nichi no Maki
- Lupin III: Densetsu no Hihō o Oe!
- The Amazing Spider-Man: Lethal Foes
- Donald Duck no Mahō no Bōshi
- St Andrews: Eikō to Rekishi no Old Course
- Alice no Paint Adventure
- Chibi Maruko-Chan: Go-Chōnai Minna de Game da yo!

### Otros juegos
- Famicom Yakyuuban
- Kiteretsu Daihyakka
- Cyraid
- Dragon Slayer I
- Parasol Henbee
- Dai Meiro: Meikyu no Tatsujin
- Dragon Slayer (Game Boy)
- Dragon Slayer Gaiden (Game Boy)
- Dragon Slayer: The Legend of Heroes (Super Famicom)
- Dragon Slayer: The Legend of Heroes II (Super Famicom)
- Panel no Ninja Kesamaru
- Lord Monarch
- Metal Jack
- Barcode Battler Senki
- Hatayama Hatch no Pro Yakyuu News! Jitsumei Han
- Oha Star Yamachan & Reimondo
- Hole in One Golf
- Meisha Retsuden: Greatest 70's
- J.League Excite Stage '94
- J.League Excite Stage '95
- J.League Excite Stage '96
- J-League Excite Stage GB
- J-League Excite Stage Tactics
- International Soccer Excite Stage 2000
- R-Type DX
- Ling Rise
- Pocket Pro Yakyuu
- Macross 7: Ginga no Heart o Furuwasero!!
- Gauntlet Legends
- DaiaDroids World
- Kidou Tenshi Angelic Layer
- The Legend of Zelda: A Link to the Past (Barcode Battler II)
- Magi Nation
- Daia Droid Daisakusen